# GNU IceCat
GNU IceCat, denominado originariamente GNU IceWeasel, es un navegador de Software libre basado en Mozilla Firefox y distribuido por el proyecto GNU. Es compatible con GNU/Linux, Windows, Android y OS X.
El proyecto GNU pretende mantener sincronizado IceCat con la versión de Firefox que corresponda, eliminando del mismo las marcas y diseño registrados. También mantiene gran cantidad de plug-ins libres. Adicionalmente, consta de mejoras de seguridad no disponibles en el navegador Firefox.

## Características
La principal ventaja de GNU IceCat es que es completamente software libre.
Diferencias con la rama inicial o primaria de Mozilla Firefox:
- Contiene solo software libre.
  - La sustitución de los gráficos privativos con gráficos libres.
  - La eliminación de la propiedad de "talkback" crash sistema de información (debido a su licencia no-libre "solo la distribución de binarios")
  - El uso de un buscador de plug-ins libres.
- Características de seguridad.
  - URLs de redirección para sitios peligrosos.[3]
  - Rechazo de cookies potencialmente peligrosas.[3]

## Historia

### Versiones de GNUzilla IceWeasel
En agosto de 2005, el equipo GNUzilla aprobó a IceWeasel como el nombre para la bifurcación de Firefox usando imágenes y demás gráficos completamente libres.
La primera liberación de GNUzilla IceWeasel se basaba en la 1.5.0.4 versión de Firefox. No hubo liberación alguna basada en Firefox 1.5.0.5 o 1.5.0.6. La versión siguiente fue la 2.0.0.13, publicado en abril de 2008, y posteriormente la 3.0, que fue subida a la web de GNU, y que se anunció el mismo día a través de una lista de correo el martes 1 de julio de 2008.

### Cambio de nombre
El 23 de septiembre de 2007, uno de los desarrolladores anunció oficialmente sobre una lista de correo para GNUzilla que la próxima versión se llamaría GNU IceCat. La razón citada es que Debian ya utilizaba el nombre Iceweasel (con w minúscula) (utilizado por IceCat hasta ese momento) para su propia bifurcación de Firefox (desde el 13 de noviembre de 2006), y para evitar confusiones, ya que estos dos bifurcaciones son independientes una de otra. El cambio de nombre se llevó a cabo como estaba previsto e IceCat es el nombre actual.

### Versiones
- GNU IceCat 2 (Versión 2.0.0.11-g1, publicada el 12 de enero de 2008)
- GNU IceCat 3 (23 de julio de 2008)
- GNU IceCat 4 (10 de abril de 2011)[9]
- GNU IceCat 5 (27 de junio de 2011)[10]
- GNU IceCat 6
- GNU IceCat 7
- GNU IceCat 9
- GNU IceCat 10
- GNU IceCat 12
- GNU IceCat 13
- GNU IceCat 14
- GNU IceCat 17
- GNU IceCat 24
- GNU IceCat 31 (2014)[11]
- GNU IceCat 38 (2015)[12]
- GNU IceCat 45 (2016)[13]
- GNU IceCat 60 (2018)[14]

Las versiones se suelen actualizar con el código fuente de Mozilla Firefox.

## Distribución
GNU IceCat se puede descargar de forma gratuita para arquitecturas IA-32 y PowerPC. Tanto el código fuente como los binarios están disponibles, aunque estos últimos solo para GNU/Linux.
IceCat también está disponible para Mac OS X 10.4 & 10.5. Cualquier usuario de estas versiones de Mac OS X puede instalarlo utilizando Fink.
Está disponible en las arquitecturas de Mac IA-32 y PowerPC.
También está disponible para Windows (Vista o superior) y Android (2.3 o superior).

## Licencia
IceCat está disponible bajo la tri-licencia MPL/GPL/LGPL que utiliza Mozilla para su código fuente. A diferencia de Mozilla, IceCat por defecto tiene en los iconos la misma tri-licencia.

## Mejoras de seguridad
IceCat incluye mejoras en la seguridad, como el bloqueo de imágenes no visualizables de terceros cookie, también conocidas como web bugs (Esta opción está disponible en Firefox 1.0, 1.5, y 3.0, pero la interfaz gráfica no está disponible en la 2.0). GNU IceCat también proporciona avisos para redirecciones de URL.
En la versión 3.0.2-g1, el certificado de CAcert.org, una Autoridad de certificación, es añadido a los certificados de confianza de la raíz. En una discusión de la lista de correo savannah-hackers-public, se ha mostrado una clara preocupación en torno a esta decisión.
La extensión GNU LibreJS detecta y bloquea software JavaScript no libre.
Hubo algunas sugerencias hechas por el Google Summer of Code en el año 2008 para mejorar IceCat. Estas incluyen:
- Portar IceCat al código de Mozilla Firefox 3.
- Más apoyo a los plugins libres como Gnash.
- Cambios en las características de privacidad.

La proposición de portar IceCat al código de Mozilla Firefox 3 fue aceptada y completada por Giuseppe Scrivano.